# Karl Aas
Karl Jan Aas (Trondheim, 1899. augusztus 25. – Trondheim, 1943. szeptember 1.) olimpiai ezüstérmes norvég tornász.
Ez első világháború után az 1920. évi nyári olimpiai játékokon, mint tornász versenyzett és szabadon választott gyakorlatokkal, csapat összetettben ezüstérmes lett.
Klubcsapata a Trondhjems Turnforening volt.